# Солнечная цапля

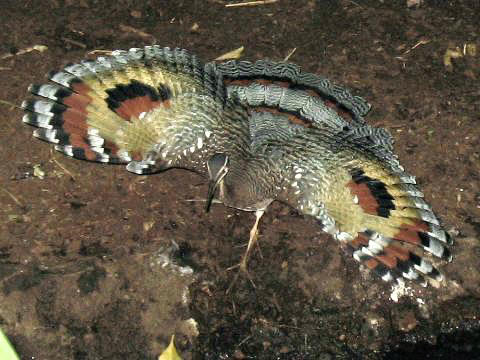
Солнечная цапля с расправленными крыльями

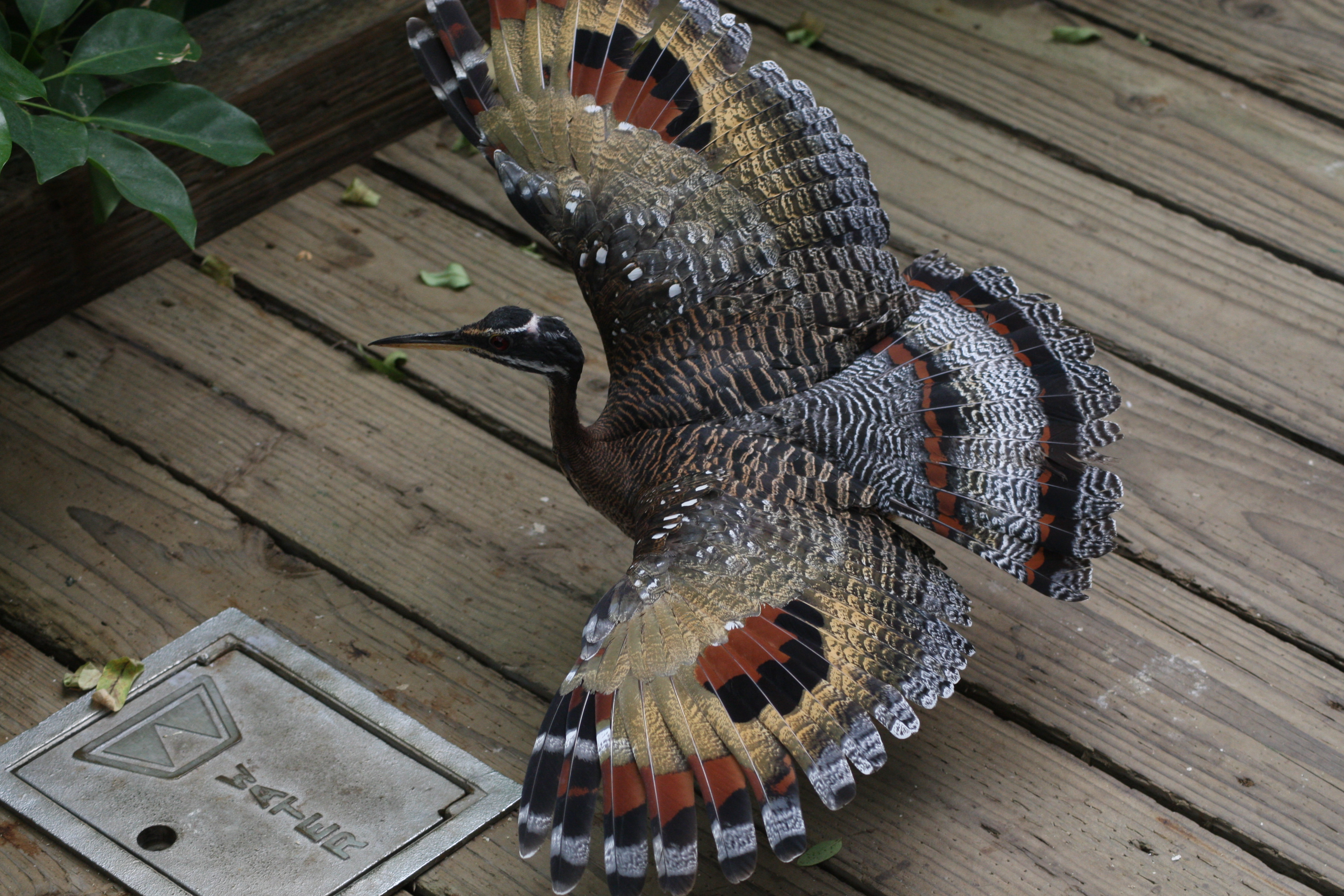

Солнечная цапля, или солнечная птица (лат. Eurypyga helias) — единственный вид монотипичного семейства Eurypygidae, птица родом из тропических районов Центральной и Южной Америки. Классификация окончательно не определена; считается, что ближайшим родственником этого вида является птица кагу (Rhynochetos jubatus) из Новой Каледонии. Некоторые орнитологи предполагают родственные связи с цветными бекасами (Rostratulidae) По морфологическими и поведенческим признакам схожи с цаплевыми, в частности выпями (Botaurus) и волчками (Ixobrychus). В условиях неволи живёт в среднем 15 лет.

## Описание
Среднего размера птица 46-53 см длиной и массой 180—220 г. Оперение верхней части тела пёстрое с преобладанием тёмно-коричневого и тёмно-серого цветов, но также с зеленовато-желтыми, белыми и чёрными тонами. Голова относительно небольшая, почти полностью чёрная с белыми горизонтальными полосками над и под глазами. Клюв средних размеров, с чёрным надклювьем и оранжевым подклювьем. Радужная оболочка глаз рубинового цвета. Шея тонкая и длинная, в районе горла белая. Крылья широкие, закруглённые. Хвост веером, с двумя широкими горизонтальными полосами чёрно-коричневого и чёрного цвета. Ноги длинные, оранжевые, строением напоминают ноги цапель. Половой диморфизм не выражен.

## Распространение
Обитает в тропиках Центральной и Южной Америки — бассейнах Амазонки и Ориноко. Северная граница ареала ограничена побережьем Карибского моря в Гватемале, южная центральной Бразилией и Парагваем.
Живёт на высоте от 100 до 1200 м над уровнем моря в лесных массивах с густым подлеском, поблизости от быстротекущих водных потоков. Её также можно увидеть на заболоченных территориях и песчаных отмелях рек, вдоль озёр и бухт. Может мигрировать на небольшие расстояния в пределах ареала.

## Образ жизни
В случае испуга перелетают на короткое расстояние или усаживаются на близлежащее дерево или куст. Если опасность близкая, могут распустить крылья и хвост, повернуться в сторону врага и шипеть, пытаясь испугать его. При этом хорошо заметны тёмно-коричневые и оранжевые перья первого порядка. Для отвлечения хищника могут использовать уловку «сломанного крыла», волоча его по земле в сторону от гнезда.
Живут обособленно либо парами, их трудно обнаружить в дикой природе. Голос — высокий, заунывный и мягкий протяжный свист; чаще всего раздаётся ранним утром. В остальное время суток преимущественно тихая птица, но в случае испуга может издавать угрожающий повторяющийся несколько раз звук.
Диета разнообразна: питается рыбой, лягушками, головастиками, ракообразными, различными водными беспозвоночными животными. Перед потреблением жертву часто полощут в воде.

## Размножение
Половая зрелость наступает через 2 года жизни. Размножаются солнечные цапли в дождливый сезон. Брачный сезон начинается с ухаживаний самца, которые включают в себя различные ритуальные движения: покачивание головой, усиленный уход за перьями, демонстративные перелёты и трели.
Гнездо строится на дереве или кусте на высоте 1—7 м над землёй, под покровом листвы, и представляет собой большое (3—10 см шириной) почти шарообразное образование из тонких веток, листьев, ила и мха. Иногда гнездятся на земле. Самка откладывает 2—3 блестящих розоватых с рыжими пятнами яйца с промежутком день-два. Инкубационный период составляет 27—28 дней, оба родителя участвуют в насиживании. Появившиеся птенцы покрыты пухом. Оба родителя ухаживают и кормят птенцов. Птенцы покидают гнездо примерно через 30 дней, полностью оперившись.

## Классификация
Международный союз орнитологов выделяет 3 подвида:
- E. helias major
- E. helias helias
- E. helias meridionalis

## Фото

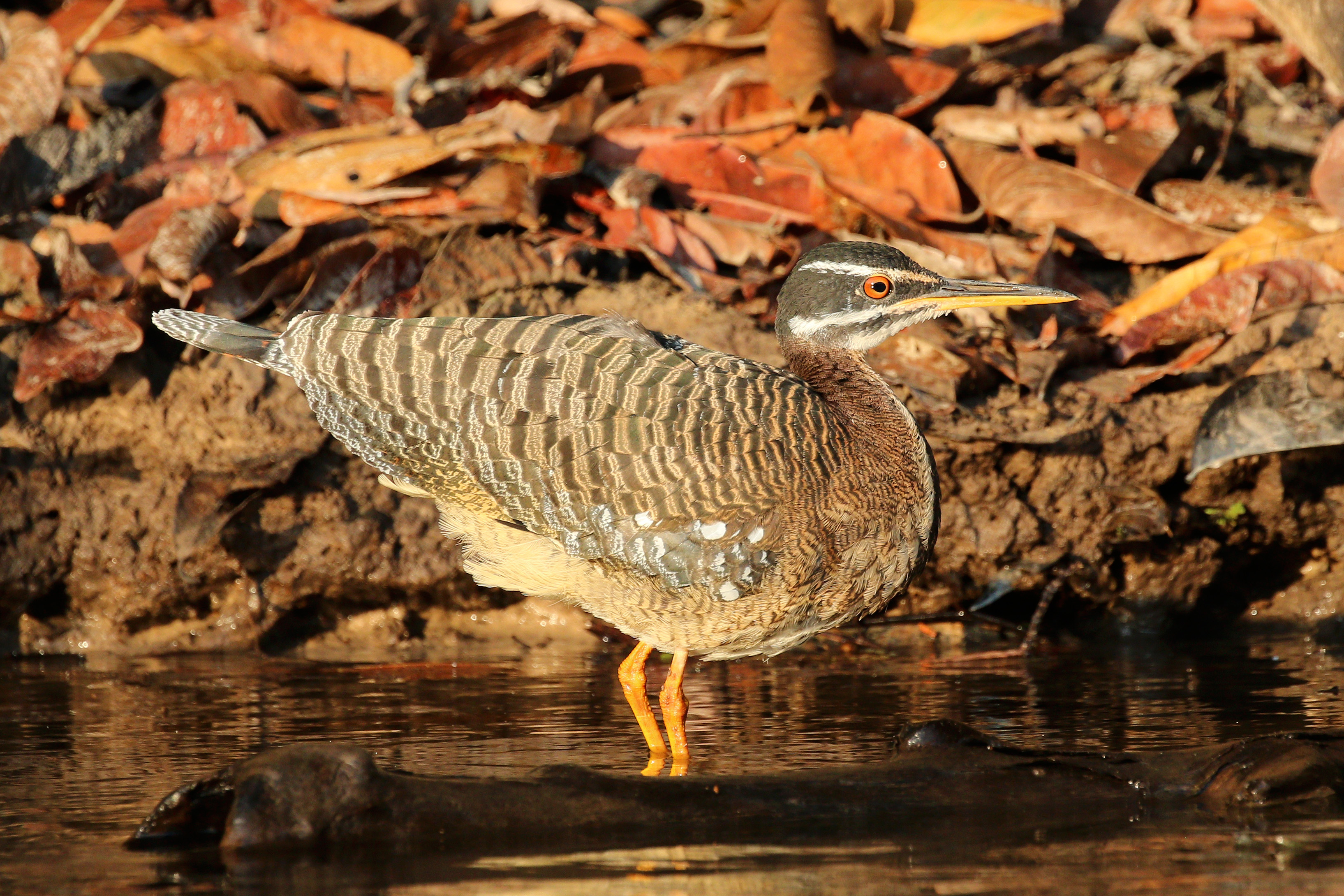
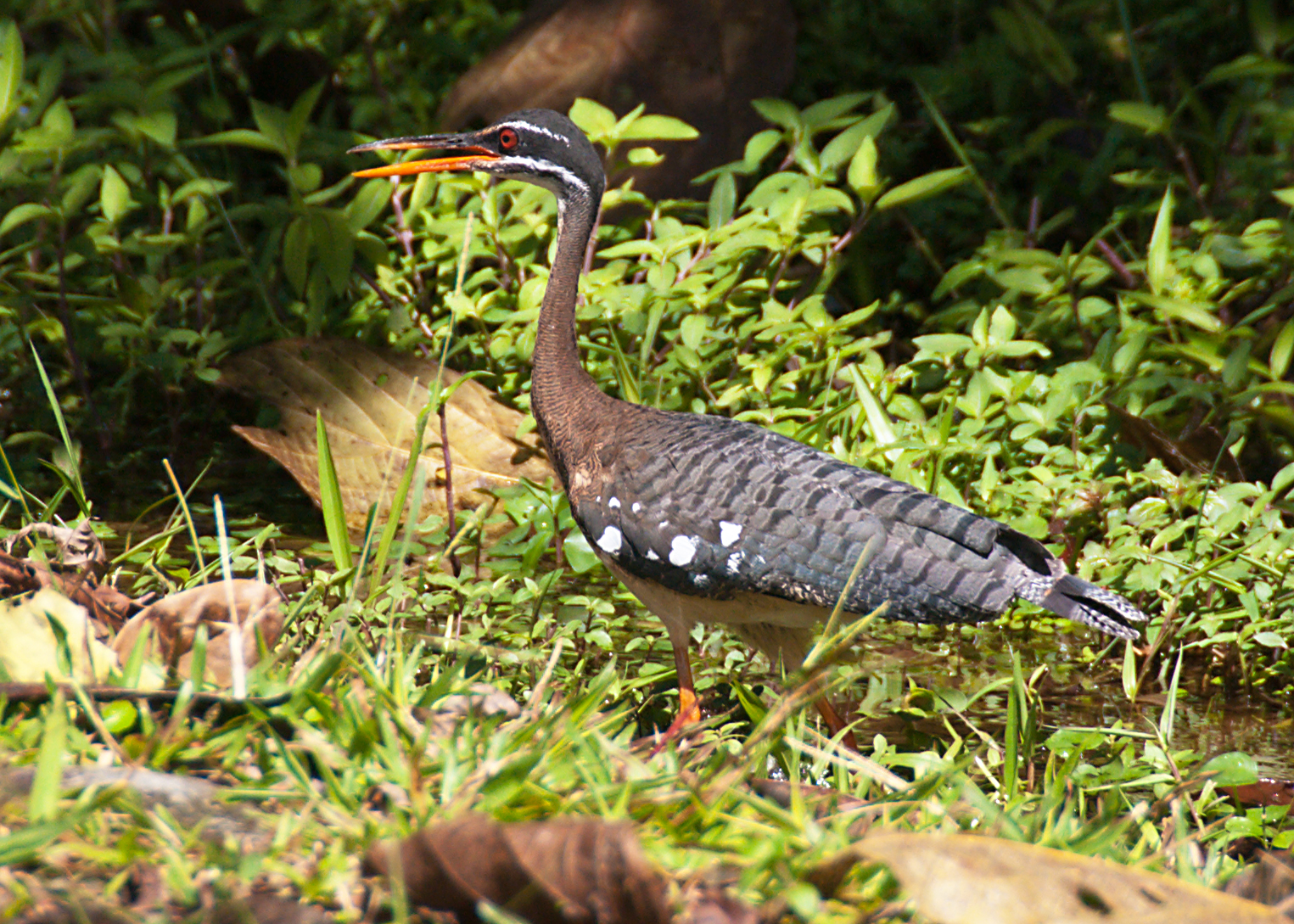
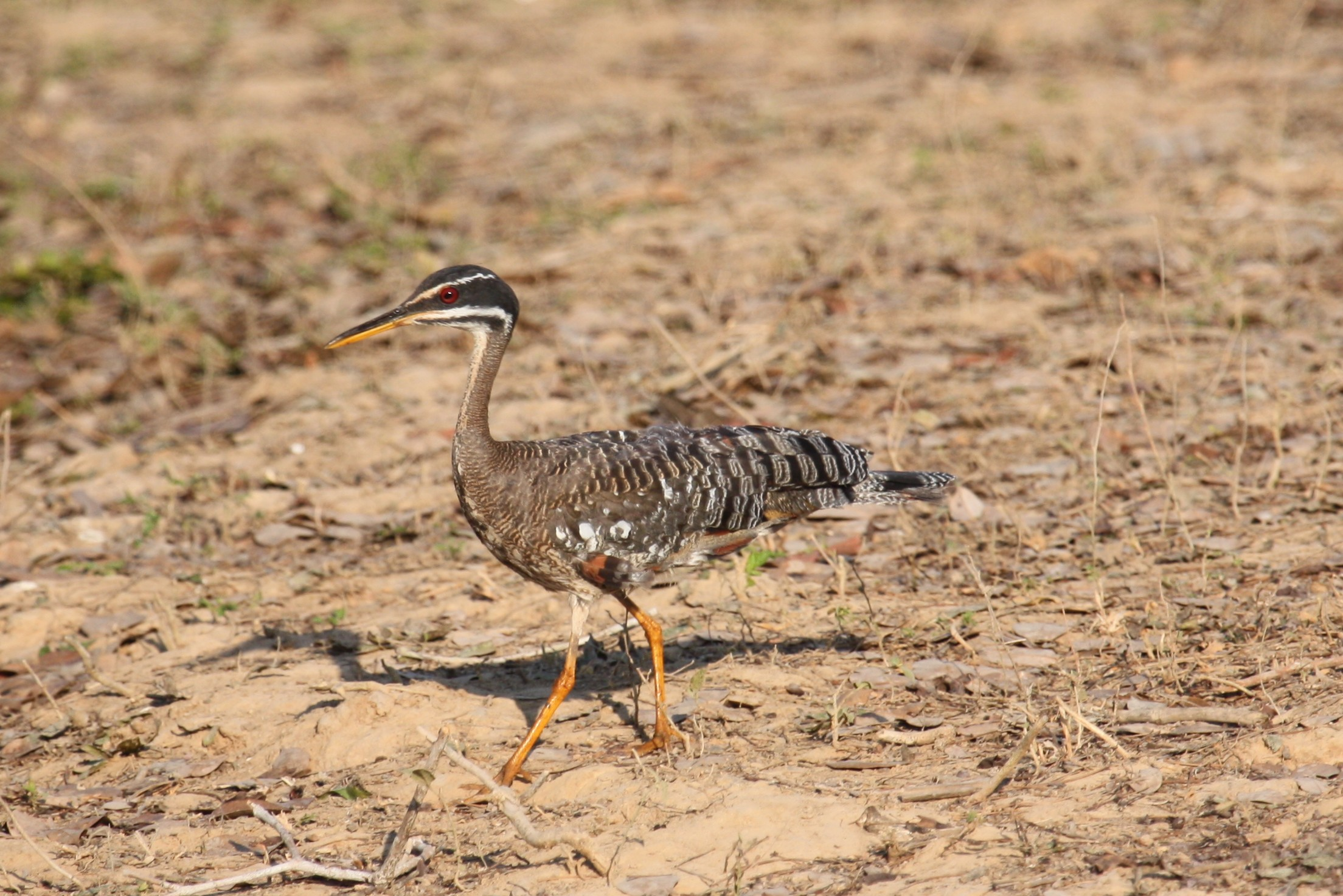
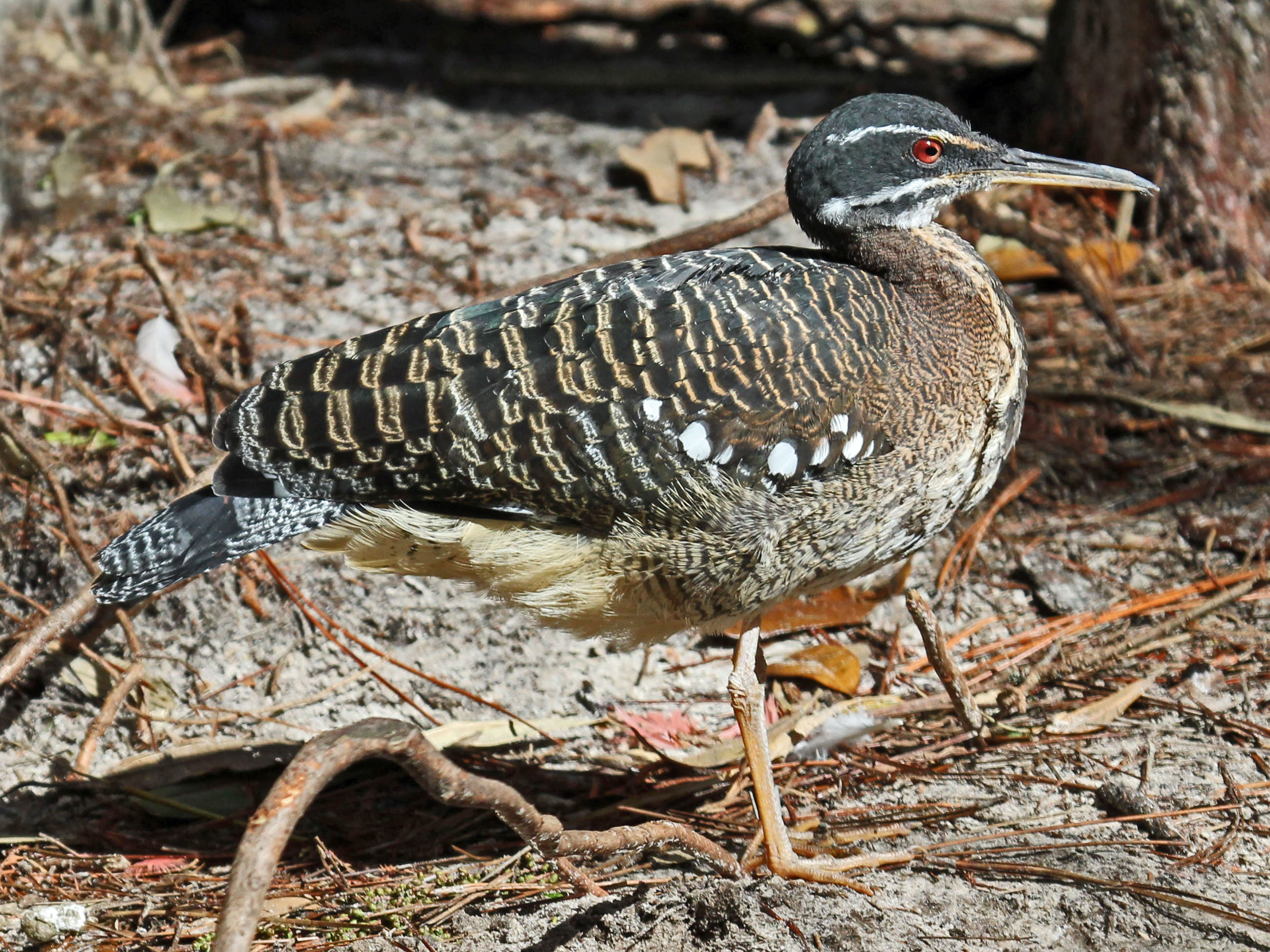
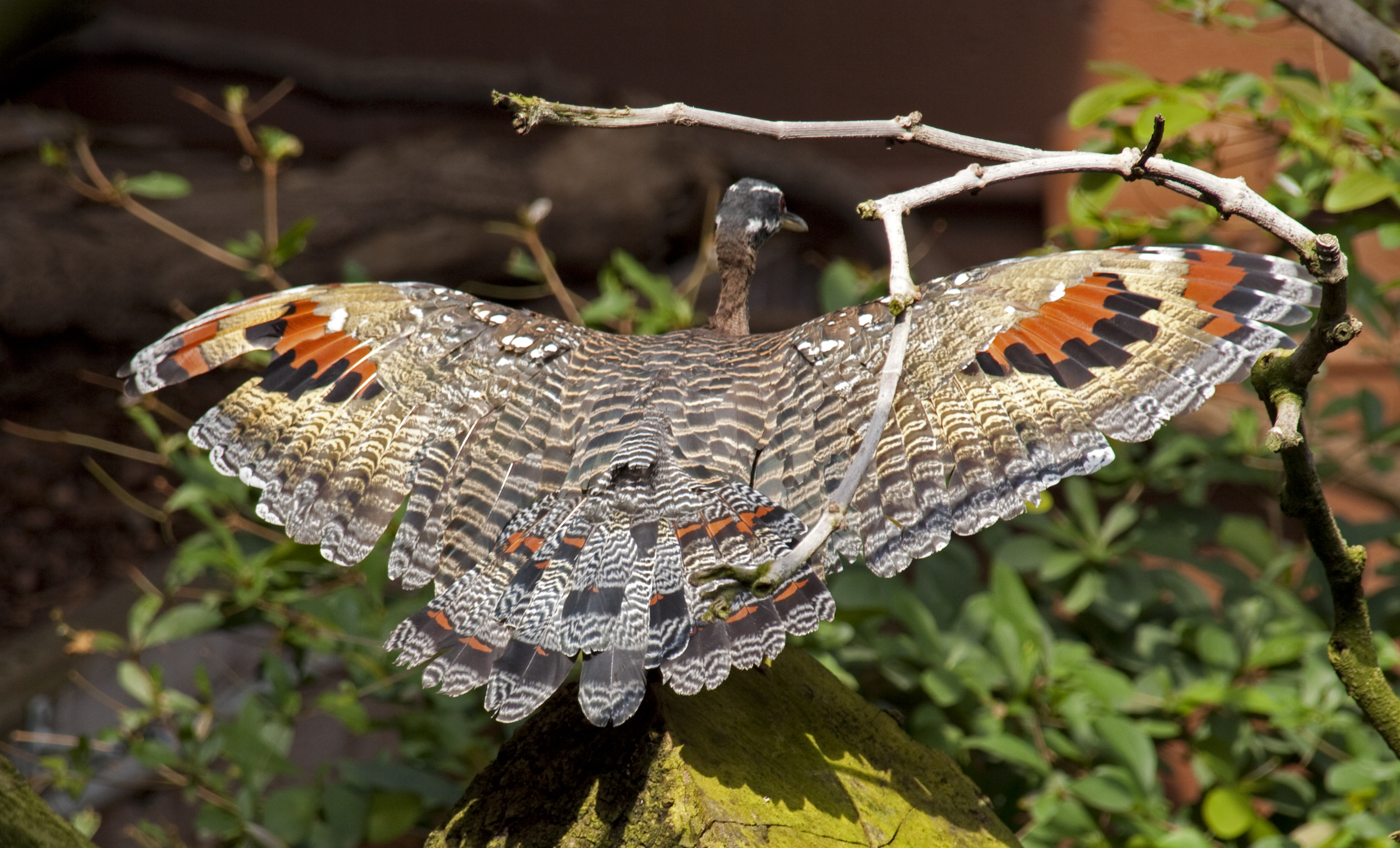
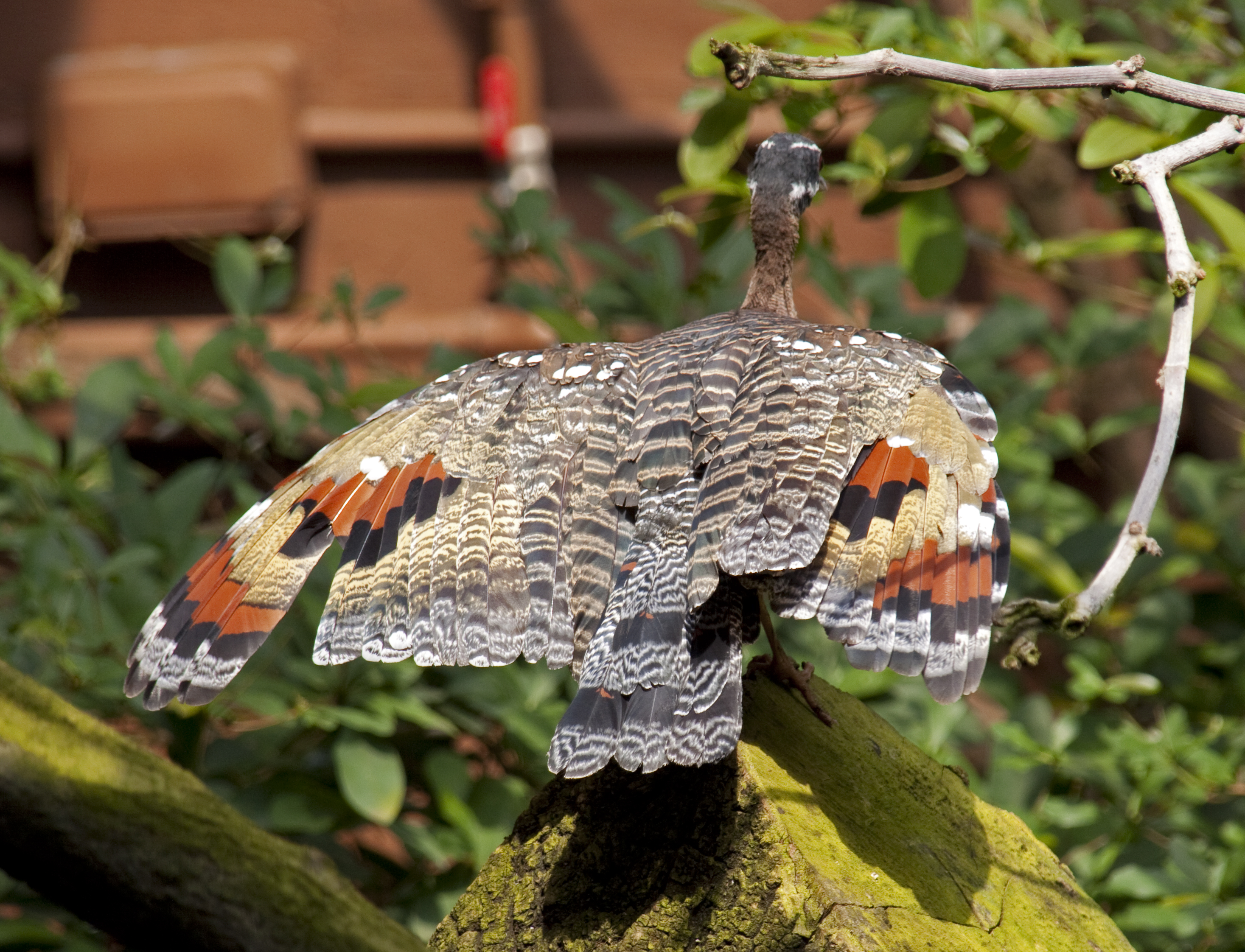
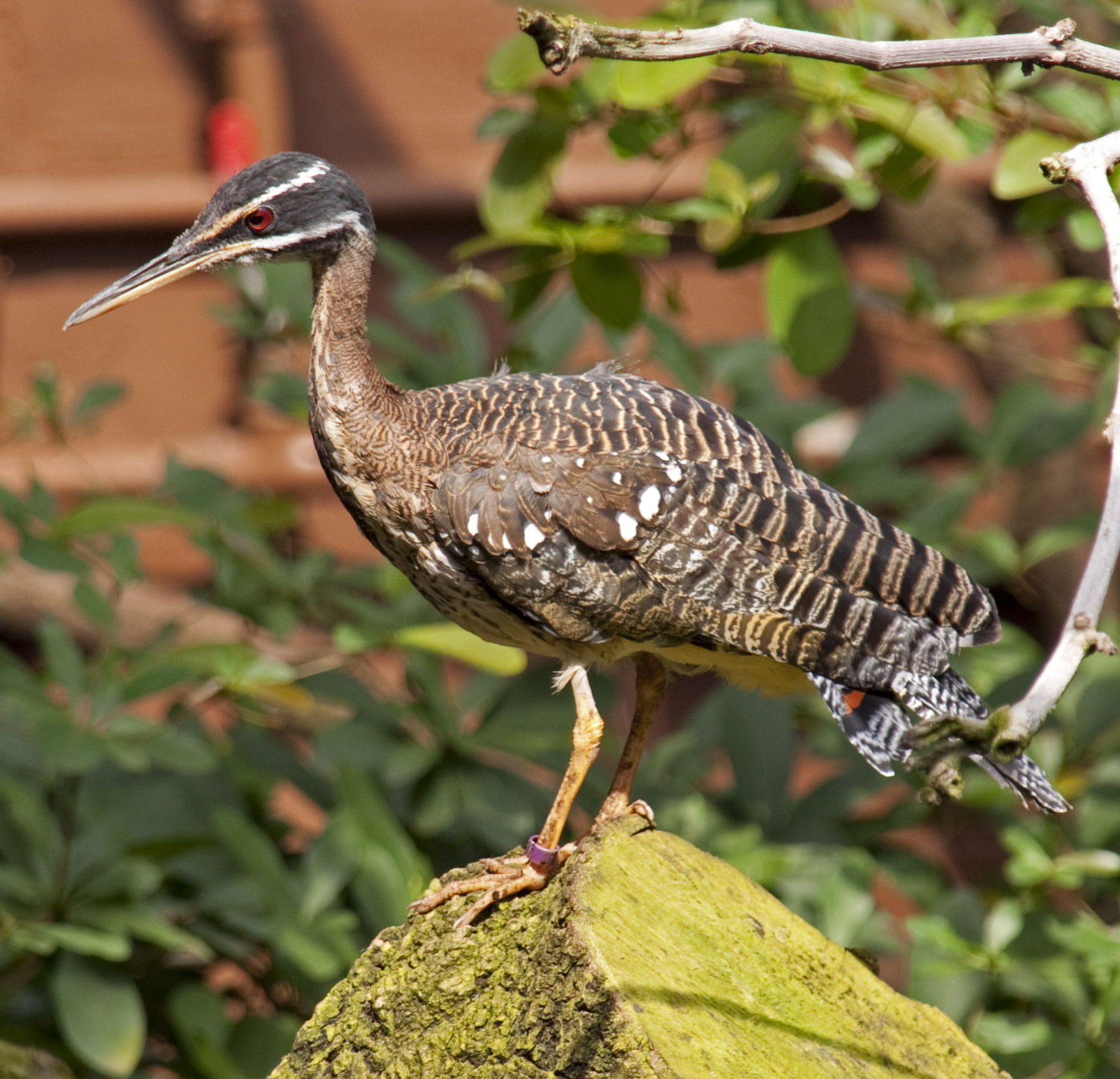
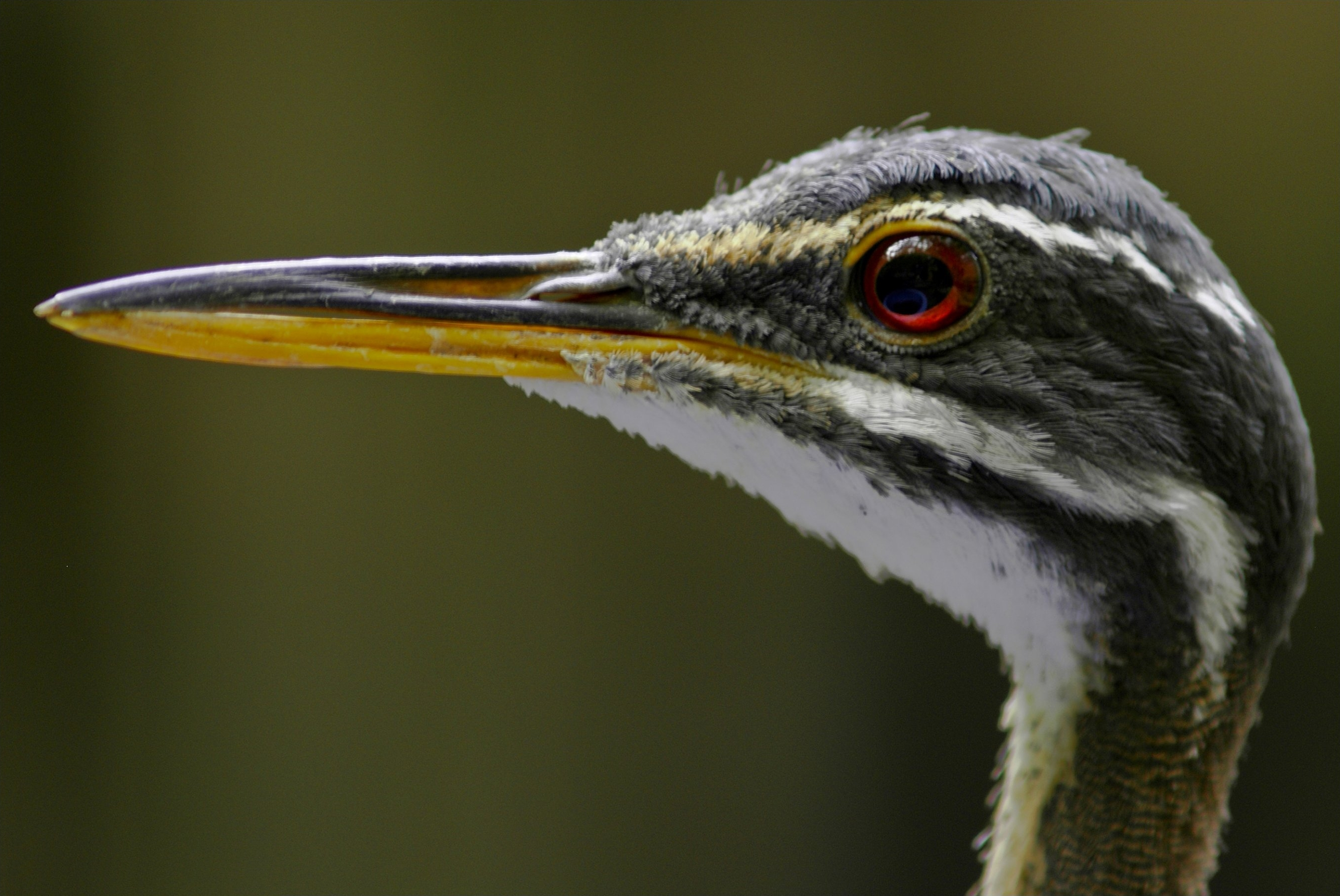
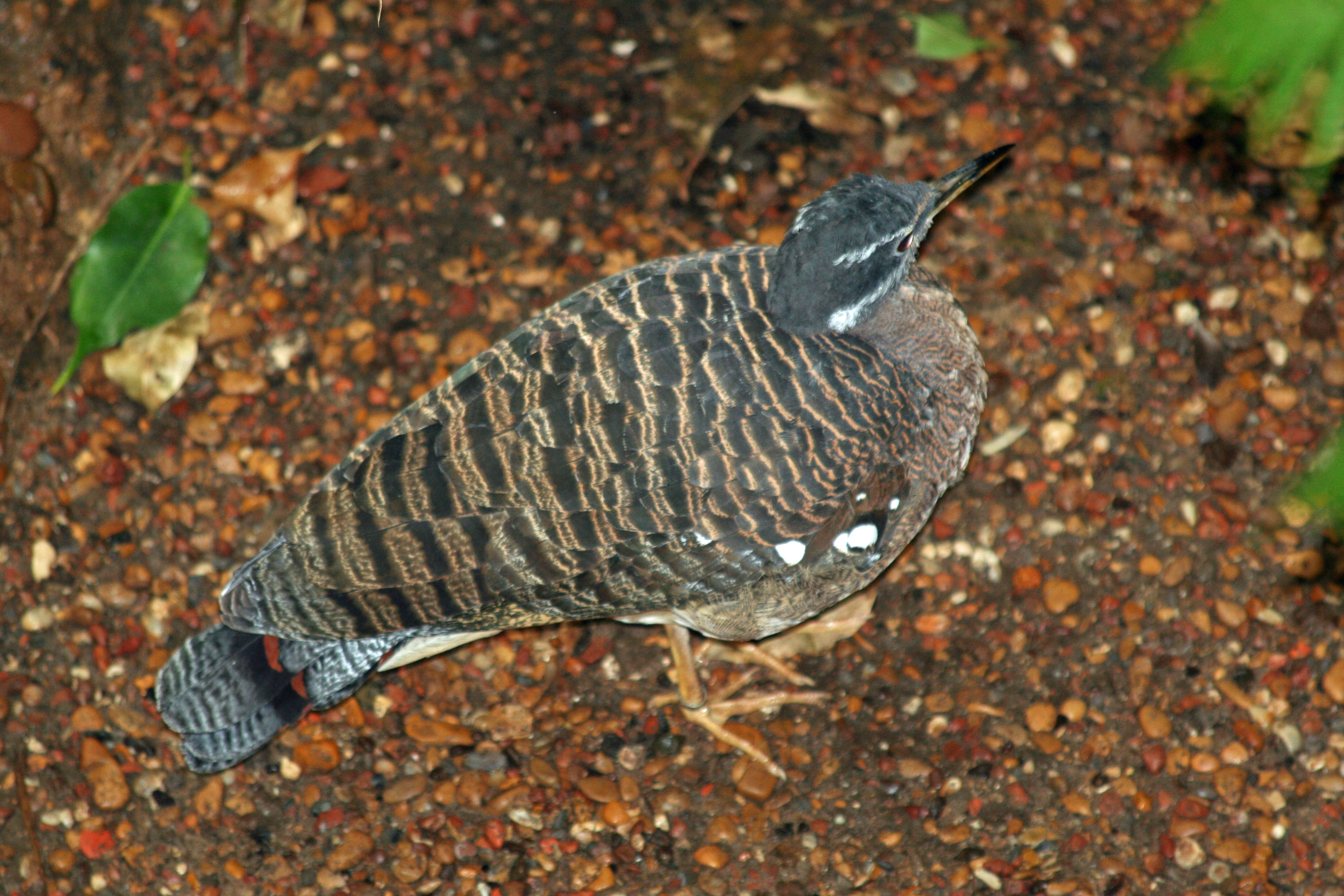